# Wallwitz (Ehle)
Wallwitz (Ehle) este o comună din landul Saxonia-Anhalt, Germania.